# 장동 (천문학)

자전(녹색), 세차 운동 (파란색), 과 지구 자전축 기울기의 장동 (빨간색)

장동(章動,영어: nutation)은 지구의 자전축 각도가 약 41, a 000년을 주기로 21.1˚ ~ 24.5˚ 사이의 각으로 변하는 현상으로, 이는 지구가 자전과 공전을 할 때, 약간의 미시 진동이 생기기 때문이다. 달의 경우에도 18.6년을 주기로 자전축 각도가 바뀐다.

## 달의 장동
달도 지구 주위를 도는 일종의 팽이라고 할 수 있다. 달의 궤도면은 황도에 대해 5°9′기울어져 있기 때문에 여기에 태양의 힘이 작용하여 달의 궤도면 방향이 18.61년이라는 짧은 주기로 황도의 극 주위를 돈다. 이때도 세차 운동의 경우와 마찬가지로 달 궤도면과 황도면의 경사는 5°9′를 유지한 채로 돌아간다.   달의 궤도가 방향을 바꾸기 때문에 달이 지구 적도의 돌출 부분에 미치는 힘이 18.61년 주기로 바뀌어 세차 운동에 비틀림 현상이 나타난다. 다시 말해서 지구 극축(極軸)의 방향은 폭이 9″.21, 주기 18.6년의 파장을 그리면서 황도극 E 주위를 2만 5800년 주기로 돌게 된다. 이 작은 요동을 장동이라고 한다.

## 같이 보기
- 극운동